# República de Dahomey
La República de Dahomey (en francés: République du Dahomey) fue establecida el 11 de diciembre de 1958, como un autogobierno de una colonia de la Comunidad Francesa antes de alcanzar la autonomía de lo que había sido el Dahomey francés, como parte de la Unión Francesa. El 1 de agosto de 1960, se logró la plena independencia de Francia.
En 1975, el país fue renombrado Benín en referencia a la ensenada homónima (nombrada a su vez por el Reino de Benín, que tuvo su centro de poder en ciudad de Benín, en Nigeria hoy en día), ya que «Benín», a diferencia de «Dahomey», se consideró políticamente neutral para todos los grupos étnicos del Estado.